# Schuhhaus Klauser
Die Schuhhaus Klauser GmbH & Co. KG, auch Klauser Schuhe oder kurz Klauser genannt, ist ein deutsches Schuheinzelhandelsunternehmen mit Sitz in Wuppertal.
Nach eigenen Angaben zählt das Unternehmen zu den zehn größten Unternehmen seiner Branche in Deutschland, betreibt unter der Marke Klauser über 75 Schuhgeschäfte und Sportetagen in Deutschland und beschäftigt rund 2000 Mitarbeiter (Stand 2016).

## Geschichte

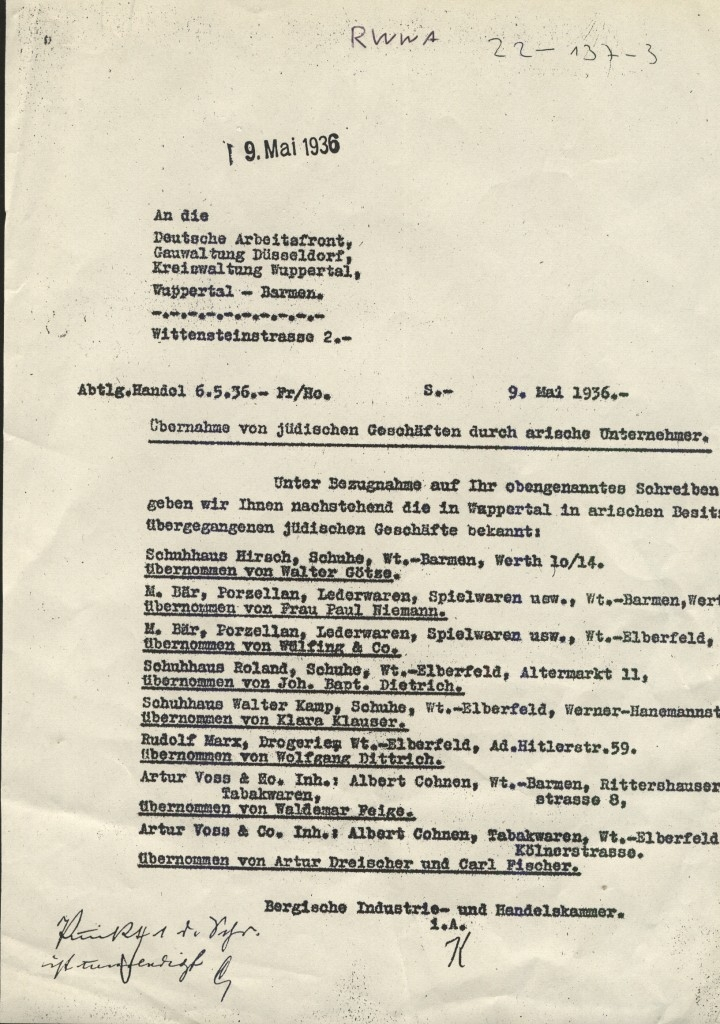
Dokument der Bergischen IHK: Übernahme von jüdischen Geschäften durch arische Unternehmer, Mai 1936

Der Grundstein von Klauser Schuhe wurde von Klara Klauser am 9. Mai 1936 mit dem Kauf des Schuhgeschäftes Kamp von Walter Kamp, der in die USA auswanderte, als „Übernahme von jüdischen Geschäften durch arische Unternehmer“ gelegt. Im März 1938 erfolgte die Übernahme des Geschäftes des Juden Siegfried Rosenberg, welcher dieses aufgrund einer Boykottaktion aufgeben musste und nach der Reichspogromnacht nach Südafrika flüchtete. Ab Juli 1938 übernahm Klauser den seit 1889 bestehenden Schuhpalast in der Berliner Straße 127 in Wuppertal-Barmen; eine weitere „Arisierung“: Die Vorbesitzer waren Emil Rosendahl, der 1942 ins KZ Theresienstadt deportiert und dort ermordet wurde, und Max Guggenheimer, der aus Deutschland ausreisen konnte.
Im Jahr 1965 kauften Maria Prange als Kommanditistin und Gerd Prange als persönlich haftender Gesellschafter das in der Berliner Straße 125 angesiedelte Schuheinzelhandelsunternehmen.
Die erste Neu-Einstellung Pranges war 1966 Hermann-Josef Richter, der bis Ende 2011 das Unternehmen als Geschäftsführer leitete. Im April 1969 wurde die Zentrale in der Wasserstraße in Barmen eingerichtet.
In den 1970ern und 1980ern expandierte das Unternehmen durch Eröffnung weiterer Filialen in Wuppertal und in anderen Städten Nordrhein-Westfalens. 1986 bestand das Unternehmen aus 28 Filialen.
1989 erfolgte die Übernahme der kleinen Kette Voswinkel, in den 1990ern erfolgten weitere Eröffnungen in Thüringen und Sachsen. 1994 wurde ein fast vollständiger Neubau der Zentralverwaltung und des Zentrallagers errichtet.
Anfang 2009 wurden die 51 deutschen Filialen der in finanzieller Schieflage geratenen Schuhhauskette Salamander übernommen. Die Filialen werden in der Salamander Deutschland GmbH & Co. KG fortgeführt. Klauser hatte zu diesem Zeitpunkt eigene 80 Filialen und machte mit 1200 Mitarbeitern einen Umsatz von rund 110 Millionen Euro. Durch die Übernahme stieg die Mitarbeiterzahl auf rund 1800 an. Damit rangierte Klauser nach Deichmann, Leiser und Görtz innerhalb Deutschlands weit vorne innerhalb der inhabergeführten Schuhgeschäfte in Deutschland.
2011 feierte das Unternehmen sein 75. Jubiläum. In diesem Zuge wurde das Unternehmen u. a. in der Frankfurter Rundschau kritisiert, da die Unternehmenschronik keine Angaben zur Geschichte vor 1965 machte.
2012 wurde die Logistik auf einer 14.000 Quadratmeter großen Fläche in Wuppertal zusammengeführt. Von dort aus werden die Filialen in Deutschland beliefert.
Im April 2016 wurde die rückwirkend zum 1. Januar 2016 erfolgte Übernahme von Schuhhaus Klauser sowie der Tochtergesellschaft Salamander Deutschland von der Gesellschafterfamilie Prange durch die Ara AG bekannt gemacht. Damit einhergehend wurde zum 1. Mai 2016 die bisherige Unternehmensleitung mit den beiden Geschäftsführern Peter Prange und Heinrich Traude um Uwe Gradias als weiteren Geschäftsführer erweitert. Ara hatte bereits 2009 die Salamander GmbH erworben, die die Salamander-Filialen im europäischen Ausland betreibt und die Markenrechte innehat; somit gehört seit 2016 Salamander vollständig zu Ara.
Im Dezember 2022 beantragten Salamander und Klauser ein Schutzschirmverfahren, um sich nach gesunkenen Umsätzen zu sanieren. Am 27. Februar 2023 gingen beide in die Insolvenz in Eigenverwaltung.

## Marken bzw. Häuser
- Schuhhaus Klauser
- Schuhmarkt Klauser
- Romano (seit 1987): hochwertige Schuhe italienischer Herkunft
- Voswinkel (seit 1989)
- Schuh-Ecke in Göttingen
- Schuhhaus Mader in Husum
- Schuh & Sport Krahn in Kempen
- Schuhwerk (seit den 1990ern): SB-Schuhmärkte
- Böhmer-Schuhe (seit 2005): mit insgesamt 10 Filialen[12]

## Trivia
- Hermann-Josef Richter kandidierte 1999 für das Amt des Oberbürgermeisters der Stadt Wuppertal.